# Kayla Mueller
Kayla Jean Mueller (* 14. August 1988 in Prescott, Arizona; † 6. Februar 2015) war eine US-amerikanische Menschenrechtsaktivistin. Sie wurde im August 2013 in Aleppo entführt, als sie ein Ärzte-ohne-Grenzen-Krankenhaus verließ. Sie starb in Gefangenschaft der dschihadistisch-salafistischen Terrororganisation Islamischer Staat.

## Leben
Mueller wurde in Prescott, Arizona geboren. Nachdem sie das Tri-City College Prep High School 2007 verlassen hatte, ging sie auf die Northern Arizona University in Flagstaff (Arizona). Danach arbeitete Mueller mit tibetischen Flüchtlingen und war in Freiwilligenarbeit im Mittleren Osten für das International Solidarity Movement involviert. Sie half auch afrikanischen Flüchtlingen in Israel.
Im August 2013 wurde Mueller zusammen mit ihrem Verlobten Omar Alchani bei Aleppo während einer Taxifahrt entführt. Alchani kam nach zwanzig Tagen frei, Mueller wurde als Geisel weiter festgehalten. Im Juli 2014 scheiterte ein Versuch des US-Militärs, sie zusammen mit anderen Geiseln wie James Foley, Steven Sotloff, Peter Kassig und John Cantlie zu befreien.
Laut Medienberichten und Aussagen mitgefangener Personen wurde Kayla Mueller während ihrer Geiselhaft mehrfach vom damaligen Anführer des IS, Abu Bakr al-Baghdadi, vergewaltigt. In ihrem letzten Brief fand sich dennoch die Formulierung, man habe sie „mit größtem Respekt und Freundlichkeit behandelt“.

## Tod
Am 3. Februar 2015 hatte der IS ein Video veröffentlicht, das die Verbrennung des zuvor gefangen genommenen jordanischen Kampfpiloten Muʿādh al-Kasāsba in einem Eisenkäfig bei lebendigem Leib zeigte. Jordanien reagierte darauf mit der Hinrichtung der inhaftierten islamistischen Terroristen Sadschida ar-Rischawi und Ziad al-Karbouli. Zudem ließ König Abdullah II. bin al-Hussein Luftangriffe auf die inoffizielle IS-Hauptstadt ar-Raqqa fliegen. Am 6. Februar vermeldete der IS, dass Mueller dabei durch einen Raketeneinschlag in ein Haus, in dem sie untergebracht gewesen sein soll, getötet worden sei. Am 10. Februar 2015 erhielten die Eltern von Mueller per E-Mail drei Fotografien, auf denen die Leiche ihrer Tochter zu sehen war.
Das United States National Security Council bestätigte die Echtheit der Nachricht und das Ableben von Mueller. Josh Earnest, der damalige Pressesprecher des Weißen Hauses zweifelte jedoch in einer Pressekonferenz die vom IS behaupteten Todesumstände an und auch das jordanische Königshaus wies diese Darstellung zurück.

## Gedenken
Postum wurde 2019 die gegen den IS-Anführer Abu Bakr al-Baghdadi geführte US-Militäroperation, die zu dessen Tod führte, nach ihr Operation Kayla Mueller genannt. Mueller wurde von US‐Präsident Donald Trump bei seiner Rede zur Lage der Nation 2020 geehrt, bei der ihre Eltern als Ehrengäste geladen waren.